# Candido Mura
Candido Mura (Sassari, 2 dicembre 1874 – Sassari, 20 febbraio 1947) è stato un politico italiano, funzionario statale e commissario prefettizio prima e dopo il fascismo.

## Biografia
Lavorò come funzionario statale a Roma dal 1904 al 1915. Fu poi trasferito a Napoli dove rimase come Ispettore della Direzione Generale del Fondo del Culto a Palazzo San Giacomo fino al 1921. In questo periodo strinse amicizia con lo scrittore Salvatore Di Giacomo e conobbe anche Benedetto Croce. Il lavoro che svolse a Napoli insieme a Di Giacomo per un importante progetto nel Monastero di Santa Chiara è ampiamente documentato da un carteggio in possesso degli eredi.
Nel 1921 Mura rientrò a Sassari dove rimase fino alla morte, svolgendo la sua attività di avvocato e, soprattutto, un'intensa attività amministrativa. In particolare, nel 1923 fu commissario prefettizio traghettando il comune dal sistema liberale al regime fascista. Durante il ventennio rimase ai margini della vita politica cittadina.

Nel 1943 ebbe il singolare compito di guidare il passaggio inverso, dal fascismo alla democrazia, prima ancora come commissario prefettizio, in seguito, dopo le elezioni amministrative del 1946, come sindaco eletto nella DC, seppur per pochi mesi. Gli subentrò il vicesindaco, nonché suo braccio destro, Oreste Pieroni. Indubbiamente rimane singolare il fatto che fu commissario prefettizio prima e dopo il fascismo. Un doppio passaggio che lo storico Manlio Brigaglia ha definito 
Fu padre del giornalista e pubblicitario Rodolfo Mura.

## Curiosità
Il 20, 21, 22 e 23 febbraio 2007, in occasione di un'iniziativa dell'Associazione Filatelica Sassarese a lui dedicata, dalle Poste Italiane è emesso un apposito annullo filatelico.

## Pubblicazioni
- Candido Mura, Cauzioni a favore dello Stato, Stabilimento tipografico Dessi, Sassari 1902.